# Fanjeaux
Fanjeaux är en kommun i departementet Aude i regionen Occitanien  i södra Frankrike. Kommunen ligger  i kantonen Fanjeaux som ligger i arrondissementet Carcassonne. År 2022 hade Fanjeaux 886 invånare.

## Befolkningsutveckling
Antalet invånare i kommunen Fanjeaux
Referens: INSEE

## Galleri

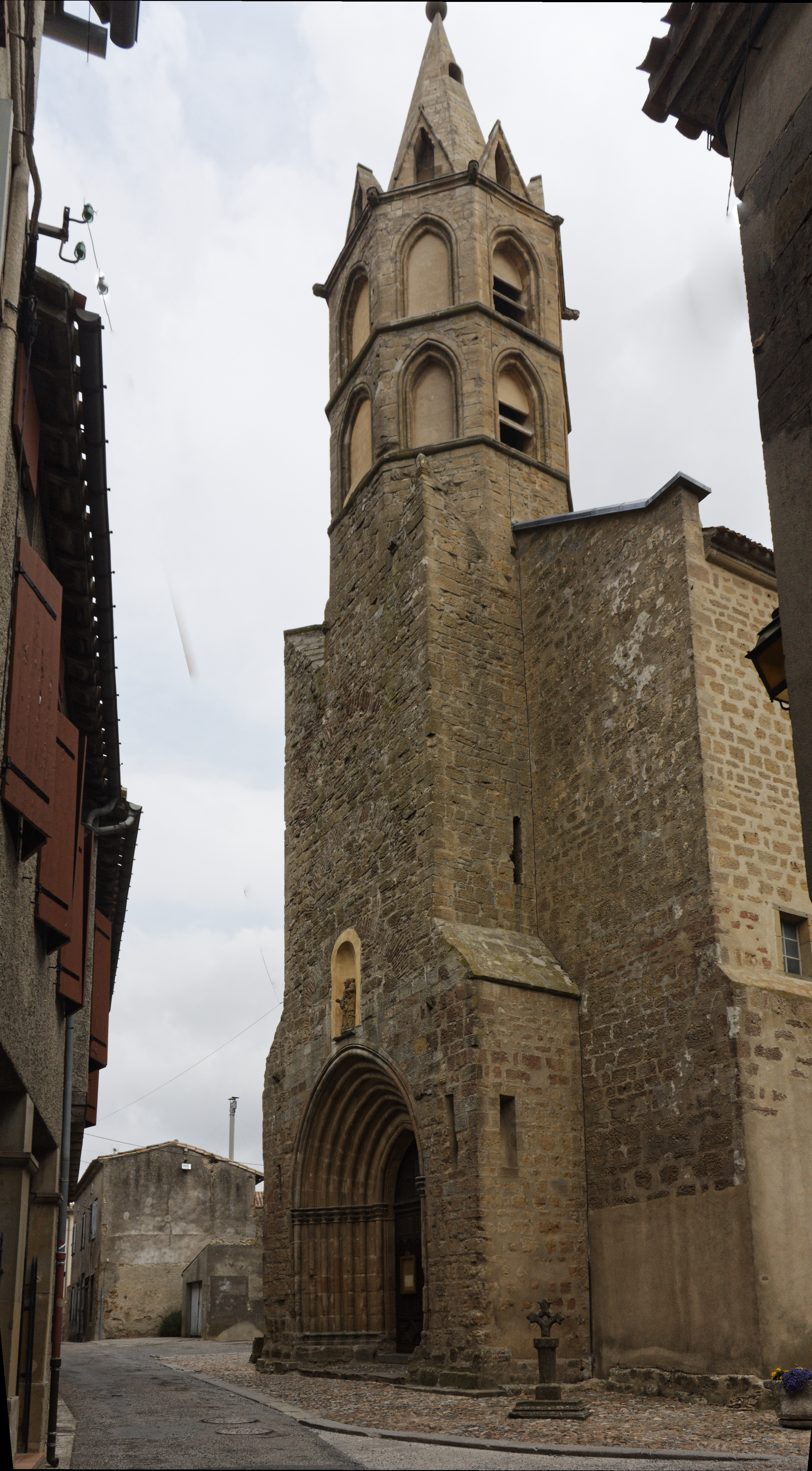
L'église Notre-Dame
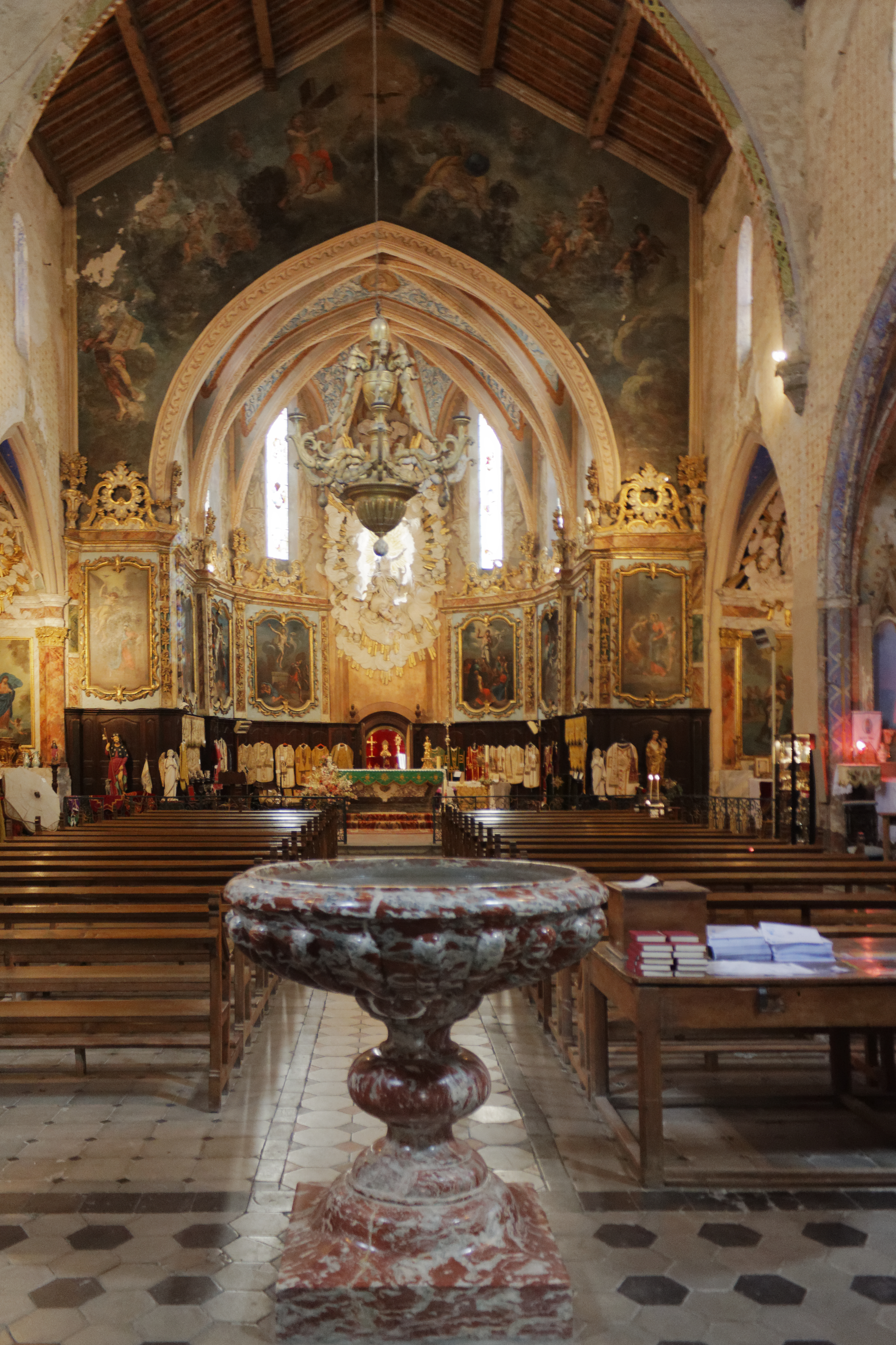
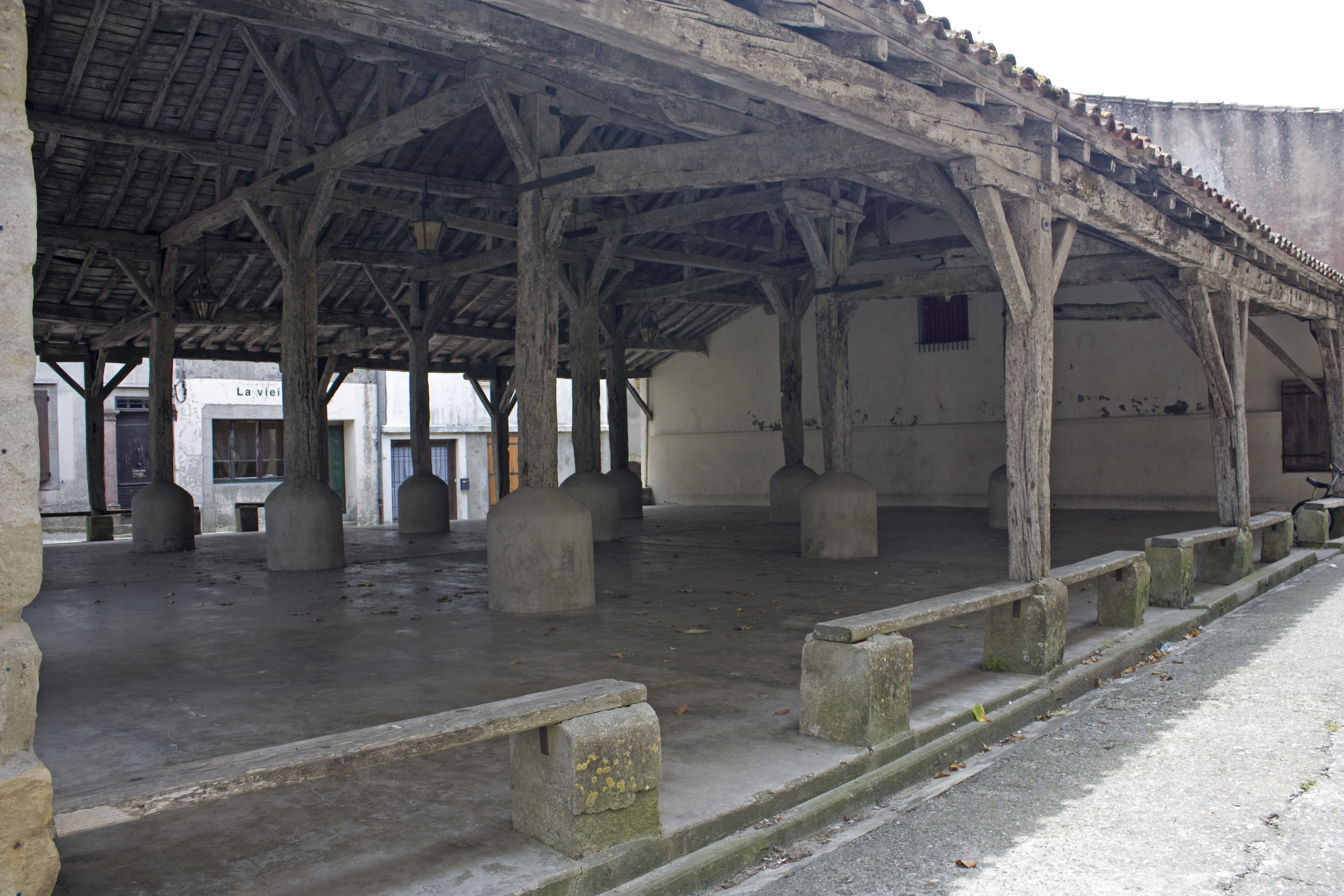